# European Bridge League
Pour les articles homonymes, voir EBL.
L'European Bridge League (EBL), créée en 1947 à Copenhague (Danemark) par huit fédérations nationales de bridge, est la confédération des fédérations nationales de bridge qui organisent le jeu de cartes de bridge dans les pays européens. Son siège est à Lausanne (Suisse), le centre administratif et de secrétariat est basé à Milan (Italie). Depuis Juin 2010, le président de l'EBL est Yves Aubry, ancien président de la Fédération française de bridge.
L'EBL est membre du Comité olympique européen et de la Fédération mondiale de bridge, dont elle constitue la première des huit «zones» dans le monde du bridge.

## Mission
L'EBL s'occupe de la compétition de bridge au niveau européen ; sa principale responsabilité est d'organiser le championnat qui accorde le titre de champion européen.
Parallèlement à l'administration de la compétition (au niveau européen et de la participation européenne au niveau mondial), l'EBL fournit des services en ligne pour les joueurs, comme un calendrier de tournois à travers l'Europe, une liste de livres de bridge avec quelques commentaires, et un dossier de réalisations majeures par les joueurs.

## Membres
Les membres de l'European Bridge League sont les fédérations nationales de Bridge. Les joueurs de bridge sont adhérents aux fédérations nationales. En 2010 il y a 49 pays membres de l'EBL, totalisant 393.164 joueurs. Près de 40 % des pays et 60 % des joueurs sont sous l'égide de la Fédération mondiale de bridge.
Géographiquement, les membres de l'EBL vont de l'Islande à Malte, d'Israël à l'Arménie, qui sont également tous membres du Comité olympique européen. L'Angleterre, l'Écosse  et le Pays de Galles participent en tant que trois nations, le Danemark et les îles Féroé en tant que deux nations, mais ils participent conjointement, pour la Grande-Bretagne et le Danemark, en tant qu'équipes olympiques. L'Andorre, l'Azerbaïdjan, la Macédoine et la Moldavie adhèrent au Comité olympique européen mais ne participent pas aux championnats du monde. Le Liban adhère au bridge européen, mais est rattaché à l'Asie pour les jeux olympiques.
La France et les Pays-Bas représentent la moitié des 384 000 joueurs. Avec environ 5 % chacune, cinq autres nations constituent encore 30 % : l'Italie, l'Allemagne, l'Angleterre, le Danemark et la Suède. Ainsi, les sept plus grandes nations du bridge représentent 80 % des joueurs inscrits en Europe.

## Championnats
40 sur les 49 nations de l'EBL ont fait entrer au moins une équipe nationale dans le dernier Championnat d'Europe par équipes (2010): 38. Dans la catégorie Open, 28 femmes, et 23 équipes seniors.
Les joueurs des pays membres de l'EBL ont obtenu de grands succès au niveau mondial. En 2008 à Pékin, ils ont remporté 22 des 27 médailles au bridge lors des premiers Jeux mondiaux des sports de l'esprit. Il y avait six membres de l'EBL parmi les 22 équipes nationales pour la finale du Championnat du monde de bridge ("Bermuda Bowl en 2009"), et toutes les six sont arrivées en huitième de finale.
L'European Open Championnats Bridge ont lieu tous les deux ans, les années impaires, depuis 2003.
L'EBL organise des événements jeunes chaque année en Juillet, pour les équipes de jeunes et les paires qui représentent les pays membres de la LBE.
Le tournoi des petites fédérations, créé en 2007, est limité aux équipes nationales de fédérations ne comptant pas plus de 500 membres. Douze à seize équipes ont participé dans les trois premières sessions. 19 des 49 pays EBL semblent être éligibles.

### Note
- (en) Cet article est partiellement ou en totalité issu de l’article de Wikipédia en anglais intitulé « European Bridge League » (voir la liste des auteurs).